# Sydkorea i olympiska sommarspelen 1996
Sydkorea deltog i de olympiska sommarspelen 1996 med en trupp bestående av 300 deltagare, som tog totalt 27 medaljer.

## Baseboll
I gruppspelet mötte alla lag varandra och de fyra bästa lagen (Kuba, USA, Sydkorea och Japan) gick vidare.
| Nation        | Segrar | Förluster | Tiebreaker |
| ------------- | ------ | --------- | ---------- |
| Kuba          | 7      | 0         |            |
| USA           | 6      | 1         |            |
| Japan         | 4      | 3         | 1-0        |
| Nicaragua     | 4      | 3         | 0-1        |
| Nederländerna | 2      | 5         | 2-0        |
| Italien       | 2      | 5         | 1-2        |
| Australien    | 2      | 5         | 0-2        |
| Sydkorea      | 1      | 6         |            |

## Basket
Herrar
Gruppspel
| Lag         | Vinster | Förluster | Poäng |
| ----------- | ------- | --------- | ----- |
| Jugoslavien | 5       | 0         | 10    |
| Australien  | 4       | 1         | 9     |
| Grekland    | 3       | 2         | 8     |
| Brasilien   | 2       | 3         | 7     |
| Puerto Rico | 1       | 4         | 6     |
| Sydkorea    | 0       | 5         | 5     |

|                    | Australien | Brasilien | Grekland | Sydkorea | Puerto Rico | Socialistiska federativa republiken Jugoslavien |
| ------------------ | ---------- | --------- | -------- | -------- | ----------- | ----------------------------------------------- |
| Australien         |            | 109-101   | 103-62   | 111-88   | 101-96      | 68-91                                           |
| Brasilien          | 101-109    |           | 87-89    | 127-97   | 101-98      | 82-101                                          |
| Grekland           | 62-103     | 89-87     |          | 108-86   | 80-69       | 63-71                                           |
| Sydkorea           | 88-111     | 97-127    | 86-108   |          | 86-98       | 65-118                                          |
| Puerto Rico        | 96-101     | 98-101    | 69-80    | 98-86    |             | 86-97                                           |
| Jugoslavien\|91-68 | 101-82     | 71-63     | 118-65   | 97-86    |             |                                                 |

Damer
Gruppspel
| Team       | W | L | Pts |
| ---------- | - | - | --- |
| USA        | 5 | 0 | 10  |
| Ukraina    | 4 | 1 | 9   |
| Australien | 3 | 2 | 8   |
| Kuba       | 2 | 3 | 7   |
| Sydkorea   | 1 | 4 | 6   |
| Zaire      | 0 | 5 | 5   |

|            | USA    | Ukraina | Australien | Kuba   | Sydkorea | Zaire  |
| ---------- | ------ | ------- | ---------- | ------ | -------- | ------ |
| USA        | -      | 98-65   | 96-79      | 101-84 | 105-64   | 107-47 |
| Ukraina    | 65-98  | -       | 54-48      | 87-75  | 67-72    | 81-65  |
| Australien | 79-96  | 48-54   | -          | 75-63  | 76-61    | 91-45  |
| Kuba       | 84-101 | 75-87   | 63-75      | -      | 70-55    | 73-59  |
| Sydkorea   | 64-105 | 72-67   | 61-76      | 55-70  | -        | 95-71  |
| Zaire      | 47-107 | 65-81   | 45-91      | 59-73  | 71-95    | -      |

## Boxning
Bantamvikt
- Bae Gi-Ung

Fjädervikt
- Sin Su-Yeong
  - Första omgången — Förlorade mot Ramaz Paliani (Ryssland), 7-10

Lättvikt
- Sin Eun-Cheol

Lätt weltervikt
- Han Hyeong-Min

Weltervikt
- Bae Ho-Jo

Lätt mellanvikt
- Lee Wan-Gyun

Mellanvikt
- Mun Im-Cheol
  - Första omgången — Förlorade mot Bertrand Tetsia (Kamerun), 2-12

Lätt tungvikt
- Lee Seung-Bae

Tungvikt
- Go Yeong-Sam

## Bågskytte
Herrarnas individuella
- Oh Kyo-Moon - Bronsmatch, Brons (5-1)
- Kim Bo-Ram - Kvartsfinal, 5:e plats (3-1)
- Jang Yong-Ho - Kvartsfinal, 7:e plats (3-1)

Damernas individuella
- Kim Kyung-Wook - Final, Guld (6-0)
- Kim So-Jun - Kvartsfinal, 6:e plats (3-1)
- Yoon Hye-Young - Åttondelsfinal, 9:e plats (2-1)

Herrarnas lagtävling
- Oh, Kim och Jang - Final, Silver (3-1)

Damernas lagtävling
- Kim, Kim och Yoon - Final, Guld (4-0)

## Cykling

### Landsväg
Damernas linjelopp
- Kim Yong-Mi
  - Final — fullföljde inte (→ ingen placering)

### Bana
Herrarnas poänglopp
- Cho Ho-Sung
  - Final — 6 poäng (→ 7:e plats)

## Fotboll
Herrar
Coach:  Anatoliy Byshovets
| Nr | Pos. | Namn             | Födelsedatum (ålder)      | Matcher | Mål |          | Klubb                   |
| -- | ---- | ---------------- | ------------------------- | ------- | --- | -------- | ----------------------- |
| 1  | MV   | Seo Dong-Myung   | 4 maj 1974 (22 år)        |         |     | Sydkorea | Ulsan Hyundai Horangi   |
| 2  | F    | Park Choong-Kyun | 20 juni 1973 (23 år)      |         |     | Sydkorea | Suwon Samsung Bluewings |
| 3  | F    | Choi Sung-Yong   | 25 december 1975 (20 år)  |         |     | Sydkorea | Korea University        |
| 4  | F    | Lee Sang-Hun     | 11 oktober 1975 (20 år)   |         |     | Sydkorea | Dongguk University      |
| 5  | F    | Lee Kyung-Soo    | 28 oktober 1973 (22 år)   |         |     | Sydkorea | Suwon Samsung Bluewings |
| 6  | F    | Lee Ki-Hyung     | 28 september 1974 (21 år) |         |     | Sydkorea | Suwon Samsung Bluewings |
| 7  | MF   | Lee Woo-Young    | 19 augusti 1973 (22 år)   |         |     | Japan    | Oita Trinity            |
| 8  | MF   | Yoon Jung-Hwan   | 16 februari 1973 (23 år)  |         |     | Sydkorea | Bucheon Yukong          |
| 9  | A    | Chung Sang-Nam   | 7 september 1975 (20 år)  |         |     | Sydkorea | Yonsei University       |
| 10 | A    | Choi Yong-Soo    | 10 september 1973 (22 år) |         |     | Sydkorea | Anyang LG Cheetahs      |
| 11 | A    | Lee Won-Shik     | 16 maj 1973 (23 år)       |         |     | Sydkorea | Bucheon Yukong          |
| 12 | MV   | Lee Dae-Hee      | 26 april 1974 (22 år)     |         |     | Sydkorea | Ajou University         |
| 13 | F    | Kim Hyun-Soo     | 13 mars 1973 (23 år)      |         |     | Sydkorea | Busan Daewoo Royals     |
| 14 | F    | Kim Sang-Hoon    | 3 juni 1973 (23 år)       |         |     | Sydkorea | Ulsan Hyundai Horangi   |
| 15 | F    | Lee Lim-Saeng*   | 18 november 1971 (24 år)  |         |     | Sydkorea | Bucheon Yukong          |
| 16 | F    | Choi Yoon-Yeol   | 17 april 1974 (22 år)     |         |     | Sydkorea | Kyung Hee University    |
| 17 | MF   | Ha Seok-Ju*      | 20 februari 1968 (28 år)  |         |     | Sydkorea | Busan Daewoo Royals     |
| 18 | A    | Hwang Sun-Hong*  | 14 juli 1968 (28 år)      |         |     | Sydkorea | Pohang Atoms            |
| 19 | F    | Lee Kyung-Hong°  | 14 april 1969 (27 år)     |         |     | Sydkorea | Chonbuk Dinos           |

Gruppspel
|              | Spelade | Vinster | Oavgjorda | Förluster | Gjorda mål | Insläppta mål | Poäng |
| ------------ | ------- | ------- | --------- | --------- | ---------- | ------------- | ----- |
| Mexiko       | 3       | 1       | 2         | 0         | 2          | 1             | 5     |
| Ghana U23    | 3       | 1       | 1         | 1         | 4          | 4             | 4     |
| Sydkorea U23 | 3       | 1       | 1         | 1         | 2          | 2             | 4     |
| Italien U23  | 3       | 1       | 0         | 2         | 4          | 5             | 3     |

## Friidrott
Herrarnas längdhopp
- Sung Hee-Jun
  - Kval — NM (→ gick inte vidare)

Herrarnas maraton
- Lee Bong-Ju — 2:12,39 (→  Silver)

- Kim Yi-Yong — 2:16,17 (→ 12:e plats)

- Kim Wan-Ki — fullföljde inte (→ ingen placering)

Damernas spjutkastning
- Lee Young-Sun
  - Kval — 58,66m (→ gick inte vidare)

Damernas kulstötning
- Lee Myung-Sun
  - Kval — 16,92m (→ gick inte vidare)

Damernas maraton
- Oh Mi-Ja — 2:36,54 (→ 30:e plats)

- Kang Soon-Duk — fullföljde inte (→ ingen placering)

- Lee Mi-Kyung — fullföljde inte (→ ingen placering)

## Fäktning
Herrarnas florett
- Kim Yeong-Ho
- Kim Yong-Guk
- Jeong Su-Gi

Herrarnas florett, lag
- Jeong Su-Gi, Kim Yong-Guk, Kim Yeong-Ho

Herrarnas värja
- Yang Noe-Seong
- Jang Tae-Seok
- Lee Sang-Gi

Herrarnas värja, lag
- Jang Tae-Seok, Lee Sang-Gi, Yang Noe-Seong

Herrarnas sabel
- Yu Sang-Ju
- Seo Seong-Jun
- Lee Hyo-Geun

Herrarnas sabel, lag
- Lee Hyo-Geun, Seo Seong-Jun, Yu Sang-Ju

Damernas florett
- Jeon Mi-Gyeong

Damernas värja
- Go Jeong-Jeon
- Kim Hui-Jeong
- Lee Geum-Nam

Damernas värja, lag
- Kim Hui-Jeong, Go Jeong-Jeon, Lee Geum-Nam

## Handboll
Damer
Gruppspel
| Lag      | Pld | W | D | L | GF | GA | GD  | Poäng |
| -------- | --- | - | - | - | -- | -- | --- | ----- |
| Sydkorea | 3   | 3 | 0 | 0 | 83 | 60 | +23 | 6     |
| Norge    | 3   | 2 | 0 | 1 | 79 | 66 | +13 | 4     |
| Tyskland | 3   | 1 | 0 | 2 | 70 | 73 | −3  | 2     |
| Angola   | 3   | 0 | 0 | 3 | 49 | 82 | −33 | 0     |

| Resultat | Sydkorea | Norge | Tyskland | Angola |
| -------- | -------- | ----- | -------- | ------ |
| Sydkorea |          | 25–21 | 33–20    | 25–19  |
| Norge    | 21–25    |       | 28–23    | 30–18  |
| Tyskland | 20–33    | 23–28 |          | 27–12  |
| Angola   | 19–25    | 18–30 | 12–27    |        |

Slutspel
|  | Semifinaler | Semifinaler |    |        | Final      | Final |  |
|  |             |             |    |        |            |       |  |
|  |             |             |    |        |            |       |  |
|  | Danmark     | 23          |    |        |            |       |  |
|  | Norge       | 19          |    |        |            |       |  |
|  |             |             |    |        |            |       |  |
|  |             |             |    |        |            |       |  |
|  |             |             |    |        | Danmark    | 37    |  |
|  |             | Sydkorea    | 33 |        |            |       |  |
|  |             |             |    |        |            |       |  |
|  |             |             |    |        |            |       |  |
|  |             |             |    |        | Bronsmatch |       |  |
|  |             |             |    |        |            |       |  |
|  | Ungern      | 25          |    | Ungern | 20         |       |  |
|  | Sydkorea    | 39          |    |        | Norge      | 18    |  |

## Landhockey
Herrar
Coach: Kim Sang-Ryul
- Koo Jin-Soo
- Shin Seok-Kyo
- Han Beung-Kook
- You Myung-Keun
- Cho Myung-Jun
- Jeon Jong-Ha
- You Seung-Jin
- Park Shin-Heum
- Kang Keon-Wook
- Kim Jong-Yi
- Jeong Yong-Kyun
- Song Seung-Tae
- Kim Yong-Bae
- Hong Kyung-Suep
- Kim Young-Kyu
- Kim Yoon

Gruppspel
| Lag            | Spelade | W | D | L | GF | GA | Poäng |   |
| -------------- | ------- | - | - | - | -- | -- | ----- | - |
| Nederländerna  | 5       | 4 | 1 | 0 | 14 | 6  | +8    | 9 |
| Australien     | 5       | 3 | 1 | 1 | 13 | 7  | +6    | 7 |
| Storbritannien | 5       | 1 | 3 | 1 | 8  | 8  | 0     | 5 |
| Sydkorea       | 5       | 1 | 2 | 2 | 12 | 13 | –1    | 4 |
| Sydafrika      | 5       | 0 | 3 | 2 | 7  | 12 | –5    | 3 |
| Malaysia       | 5       | 0 | 2 | 3 | 7  | 15 | –8    | 2 |

Damer
| Lag            | Spelade | W | D | L | GF | GA | GD  | Poäng |
| -------------- | ------- | - | - | - | -- | -- | --- | ----- |
| Australien     | 7       | 6 | 1 | 0 | 24 | 4  | +20 | 13    |
| Sydkorea       | 7       | 4 | 2 | 1 | 18 | 9  | +9  | 10    |
| Storbritannien | 7       | 3 | 2 | 2 | 12 | 11 | +1  | 8     |
| Nederländerna  | 7       | 3 | 2 | 2 | 15 | 15 | 0   | 8     |
| USA            | 7       | 2 | 2 | 3 | 8  | 11 | –3  | 6     |
| Tyskland       | 7       | 2 | 1 | 4 | 10 | 11 | –1  | 5     |
| Argentina      | 7       | 2 | 1 | 4 | 7  | 21 | –14 | 5     |
| Spanien        | 7       | 0 | 1 | 6 | 5  | 17 | –12 | 1     |

## Modern femkamp
Herrar
- Kim Mi-Sub – 5367 poäng (11:e plats)

## Simhopp
Herrarnas 3 m
- Lee Jong-hee
  - Kval — 293,52 (→ gick inte vidare, 32:a plats)

Damernas 10 m
- Im Youn-gi
  - Kval — 180,15 (→ gick inte vidare, 31:a plats)

- Kim Yeo-young
  - Kval — 166,56 (→ gick inte vidare, 32:a plats)

## Tennis
| Spelare       | Gren      | Omgång 1                                    | Omgång 2                                 | Åttondelsfinaler  | Kvartsfinaler     | Semifinaler       | Final / BM        | Final / BM       |
| Spelare       | Gren      | Motståndare Poäng                           | Motståndare Poäng                        | Motståndare Poäng | Motståndare Poäng | Motståndare Poäng | Motståndare Poäng | Placering        |
| ------------- | --------- | ------------------------------------------- | ---------------------------------------- | ----------------- | ----------------- | ----------------- | ----------------- | ---------------- |
| Choi Young-ja | Damsingel | Joannette Kruger (RSA) W 6-7(5-7), 6-2, 6-1 | Brenda Schultz-McCarthy (NED) L 2-6, 4-6 | Gick inte vidare  | Gick inte vidare  | Gick inte vidare  | Gick inte vidare  | Gick inte vidare |